# Tammy Baldwin
Tammy Suzanne Green Baldwin (Madison, Wisconsin, 11 de febrero de 1962) es una abogada y política estadounidense, senadora junior del estado de Wisconsin desde 2013. Es miembro del Partido Demócrata, habiendo sido diputada de la Asamblea del estado durante tres legislaturas, representando al distrito 78.º, y desde 1999 a 2013 representando el 2.º distrito de Wisconsin en la Cámara de Representantes de los Estados Unidos En 2012 Baldwin fue elegida senadora de los EE. UU., derrotando al candidato republicano Tommy Thompson. En 2018, Baldwin fue reelegida para el cargo, derrotando al candidato republicano Leah Vukmir.
Baldwin, que es lesbiana, fue la primera mujer del colectivo elegida para la Cámara de Representantes y para el Senado en 1999 y en 2013, respectivamente. También fue la primera mujer elegida para cualquiera de las cámaras por el estado de Wisconsin. Baldwin se considera progresista, y así ha votado de forma consistente. Apoya el Medicare, los derechos de la comunidad lgtbi, el control de las armas, y se opuso a la guerra en Irak.

## Biografía
Tammy Baldwin nació y creció en Madison, Wisconsin. Su madre, fallecida en 2017, tenía 19 años y se estaba divorciando cuando Baldwin nació. Baldwin fue criada por sus abuelos y pasaba los sábados con su madre, que sufría una enfermedad mental y adicción a los opioides. Su abuelo materno, el bioquímico David E. Green, era judío (hijo de inmigrantes de Rusia y Alemania), y su abuela materna, anglicana, era de origen inglés. La tía de Baldwin es la bioquímica Rowena Green Matthews. A través de su abuelo materno, Baldwin es prima tercera del cómico Andy Samberg.
Baldwin se graduó en 1980 en el Madison West High School como mejor estudiante de su promoción. Se licenció por el en el Smith College en 1984 y estudió leyes en la University of Wisconsin Law School, de la que egresó en 1989. Ejerció como abogada entre 1989 y 1992.
Baldwin fue elegida por primera vez para un cargo político en 1986, a la edad de 24 años, cuando fue elegida para la Junta de Supervisores del condado de Dane, cargo que ocupó hasta 1994. También fue miembro durante un año del Consejo Municipal de Madison para cubrir una vacante en el distrito contiguo.
Afiliada al Partido Demócrata de los Estados Unidos, en 1999 fue elegida a la Cámara de Representantes en representación del 2º Distrito de Wisconsin.
El 6 de noviembre de 2012 fue elegida al Senado de los Estados Unidos. Es la primera persona declaradamente homosexual en acceder a un escaño senatorial en su país, además de la primera mujer en representar a Wisconsin en el Senado.

## Posición política

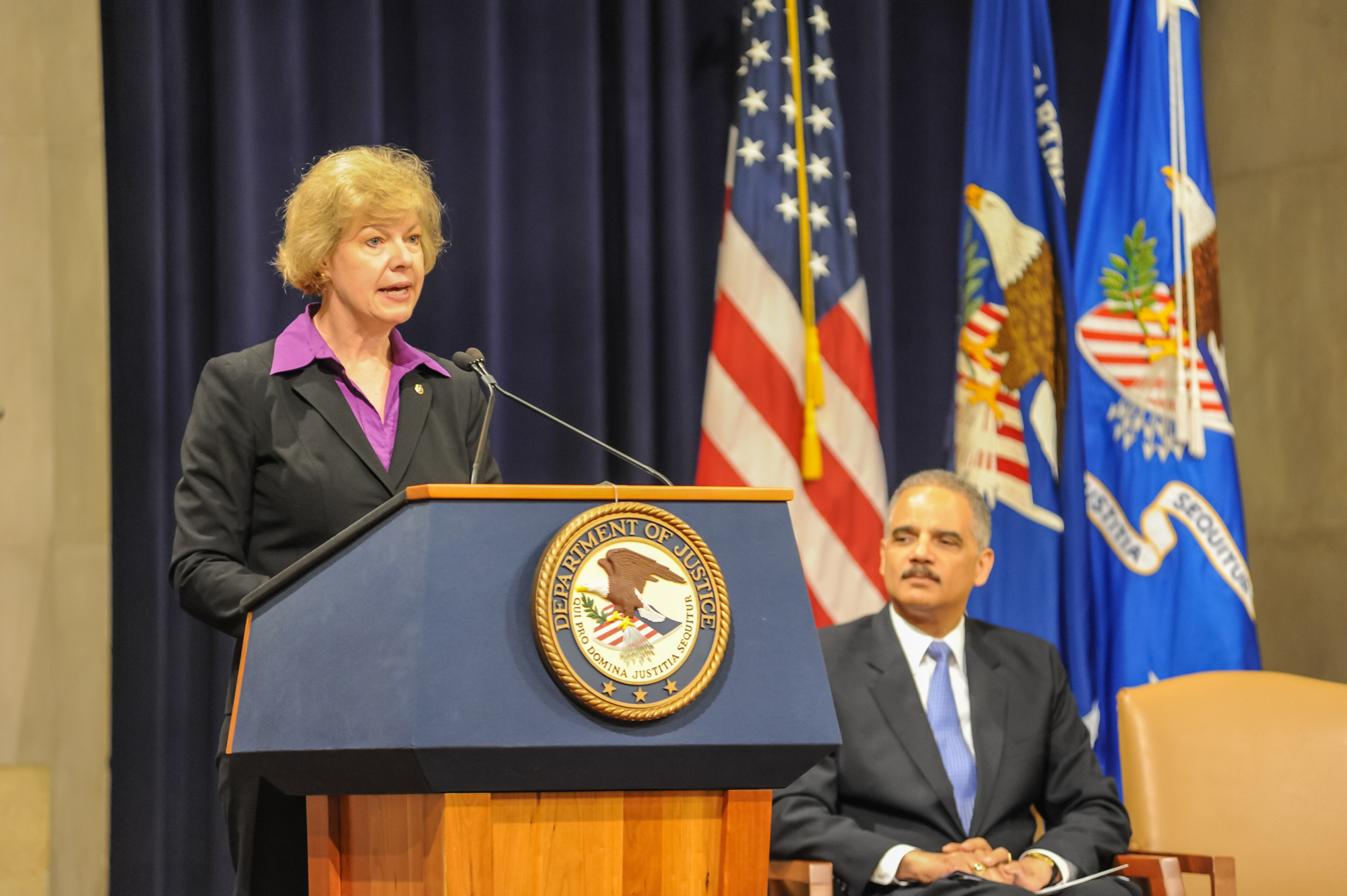
Senadora estadounidense Tammy Baldwin de Wisconsin

### Ideología
En 2003, Baldwin formó parte del comité asesor de la Mayoría Progresista, un comité de acción política dedicado a elegir candidatos progresistas para cargos públicos.
En octubre de 2012, Baldwin se describió a sí misma como una progresista a la manera de Robert M. La Follette. Ella y el senador de Wisconsin Ron Johnson se desvían en las votaciones con más frecuencia que cualquier otra pareja de senadores del mismo estado.
Baldwin es miembro del Congressional Progressive Caucus y del Afterschool Caucuses. Según una encuesta del National Journal de 2011, se encontraba entre los miembros más liberales de la Cámara. En 2012, su historial de voto la convertía en uno de los miembros más liberales del Congreso.

### Derechos LGBT
En septiembre de 2014, Baldwin fue una de los 69 miembros de la Cámara de Representantes y el Senado de Estados Unidos que firmaron una carta dirigida a la entonces comisionada de la FDA, Sylvia Burwell, en la que se solicitaba que la FDA revisara su política de prohibición de la donación de córneas y otros tejidos por parte de hombres que hubieran mantenido relaciones sexuales con otro hombre en los cinco años anteriores.
En octubre de 2018, Baldwin fue una de los 20 senadores que firmaron una carta dirigida al Secretario de Estado Mike Pompeo instándole a revertir el retroceso de una política que concedía visados a parejas del mismo sexo de diplomáticos LGBTQ que tenían uniones que no eran reconocidas por sus países de origen, escribiendo que en demasiados lugares del mundo las personas LGBTQ han sido "objeto de discriminación y violencia indecible, y reciben poca o ninguna protección de la ley o de las autoridades locales" y que negarse a permitir que los diplomáticos LGBTQ trajeran a sus parejas a EE. UU. equivaldría a mantener "las políticas discriminatorias de muchos países de todo el mundo".
En junio de 2019, Baldwin fue una de los 18 senadores que firmaron una carta dirigida a Pompeo, solicitando una explicación sobre la decisión del Departamento de Estado de no emitir una declaración oficial ese año para conmemorar el Mes del Orgullo, ni emitir el cable anual que describe las actividades para las embajadas que conmemoran el Mes del Orgullo. También preguntaban por qué el puesto de enviado especial LGBTI seguía vacante y afirmaban que "impedir el ondeo oficial de banderas arcoíris y limitar los mensajes públicos de celebración del Mes del Orgullo señala a la comunidad internacional que Estados Unidos está abandonando el avance de los derechos LGBTI como prioridad de política exterior".